# Parafia św. Apostołów Szymona i Judy Tadeusza w Damnie
Parafia Świętych Szymona i Judy Tadeusza w Damnie – rzymskokatolicka parafia w Damnie. Należy do dekanatu główczyckiego Diecezji pelplińskiej. Erygowana w 1973 przez bpa Ignacego Jeża. Obecnie proboszczem jest ks. Zdzisław Wirkus.

## Proboszczowie
| Proboszczowie – okresy urzędowania w Parafii | Proboszczowie – okresy urzędowania w Parafii | Proboszczowie – okresy urzędowania w Parafii |
| -------------------------------------------- | -------------------------------------------- | -------------------------------------------- |
| ks. Stanisław Szuba                          | 1973-1975                                    |                                              |
| ks. Stanisław Kosakowski                     | 1975-1983                                    |                                              |
| ks. Antoni Mazur                             | 1983-2001                                    |                                              |
| ks. Wojciech Hapka                           | 2001-2005                                    |                                              |
| ks. mgr lic. Stefan Czarnecki                | 2005-2010                                    |                                              |
| ks. mgr Zdzisław Wirkus                      | 2010 - nadal                                 |                                              |